# Camelot (rivière)
Pour les articles homonymes, voir Camelot (homonymie).
La rivière Camelot  (anglais : Camelot River) est un cours d’eau du Parc national de Fiordland, dans l’Île du Sud de la Nouvelle-Zélande dans le district de Southland dans la Région de Southland.

## Géographie
Elle est formée par la confluence des rivières « Elaine Stream » et « Cozette Burn » et s’écoule vers l’ouest dans le bras dit « Gaer Arm » de Bradshaw Sound (en). L’estuaire est protégé dans le cadre de la Kutu Parera (Gaer Arm) Marine Reserve (en).